# エパフロデト
エパフロデト(英語:Epaphroditus)は、新約聖書に登場する人物である。マケドニヤのピリピ出身の古代のクリスチャンであり、「ハンサムな、魅力的な」という意味である。一時獄中のパウロに仕え、パウロから「私の兄弟、同労者、戦友」と賞賛されている。
ピリピの教会から贈り物をもって、獄中のパウロを訪問して、そこでパウロに仕える。そこで、瀕死の重病に罹るが回復する。パウロは回復したエパフロデトにピリピ人への手紙を持たせて、ピリピに送り返した。